# Oleria inelegans
Oleria inelegans är en fjärilsart som beskrevs av William Chapman Hewitson 1877. Oleria inelegans ingår i släktet Oleria och familjen praktfjärilar. Inga underarter finns listade i Catalogue of Life.